# Siergiej Smirnow (lekkoatleta)
Siergiej Walentinowicz Smirnow (ros. Сергей Валентинович Смирнов; ur. 17 września 1960 w Leningradzie, zm. 18 września 2003) – rosyjski lekkoatleta specjalizujący się w pchnięciu kulą, uczestnik letnich igrzysk olimpijskich w Seulu (1988). W czasie swojej kariery reprezentował również Związek Socjalistycznych Republik Radzieckich.

## Sukcesy sportowe
- trzykrotny mistrz Związku Radzieckiego w pchnięciu kulą – 1985, 1986, 1987[2]
- trzykrotny halowy mistrz Związku Radzieckiego w pchnięciu kulą – 1987, 1990, 1991[3]
- halowy mistrz Rosji w pchnięciu kulą – 1993[4]

| Rok  | Miasto              | Zawody                    | Konkurencja    | Wynik         |
| ---- | ------------------- | ------------------------- | -------------- | ------------- |
| 1983 | Edmonton            | Uniwersjada               | pchnięcie kulą | brązowy medal |
| 1985 | Moskwa              | Puchar Europy             | pchnięcie kulą | 1. miejsce    |
| 1985 | Canberra            | Puchar świata             | pchnięcie kulą | 2. miejsce    |
| 1986 | Madryt              | Halowe mistrzostwa Europy | pchnięcie kulą | srebrny medal |
| 1987 | Liévin              | Halowe mistrzostwa Europy | pchnięcie kulą | brązowy medal |
| 1987 | Indianapolis        | Halowe mistrzostwa świata | pchnięcie kulą | brązowy medal |
| 1988 | Seul                | Igrzyska olimpijskie      | pchnięcie kulą | 8. miejsce    |
| 1990 | Split               | Mistrzostwa Europy        | pchnięcie kulą | 4. miejsce    |
| 1991 | Frankfurt nad Menem | Puchar Europy             | pchnięcie kulą | 3. miejsce    |
| 1993 | Toronto             | Halowe mistrzostwa świata | pchnięcie kulą | 7. miejsce    |

## Rekordy życiowe
- pchnięcie kulą – 22,24 – Tallinn 21/06/1986 (rekord Rosji)
- pchnięcie kulą (hala) – 21,40 – Penza 06/02/1987 (rekord Rosji)